# José Antonio Marina
José Antonio Marina (Toledo, 1939) és un assagista espanyol especialitzat en filosofia, concretament en política, intel·ligències múltiples i ètica. Ha col·laborat en diversos mitjans de comunicació i és doctor honoris causa per la UPV (Universitat Politècnica de València). Entre els guardons rebuts, destaquen el Premi Anagrama d'Assaig, el Premio Giner de los Ríos de Innovación Educativa i la Medalla de Oro de Castilla-La Mancha. L'any 2001 va ser l'encarregat de realitzar el pregó de les Festes de la Mercè de Barcelona. Marina va participar com a ponent al Fòrum Impulsa 2011.

## Obres més rellevants
- Elogio y refutación del ingenio, Anagrama, 1992.
- J. A. Marina Torres, Teoría de la inteligencia creadora, Anagrama, 1995.
- Ética para náufragos, Anagrama, 1996.
- Diccionario de los sentimientos (amb M. López Penas), Anagrama, 1999.
- La selva del lenguaje (2002)
- La inteligencia fracasada. Teoría y práctica de la estupidez (2004)
- La magia de leer (2005)
- Por qué soy cristiano (2005)
- Aprender a convivir (2006)
- Educación para la Ciudadanía, editorial SM (2007) (llibre de text)